# 莲坂站 (厦门地铁)
莲坂站（廈門話：/lau˥˥ puã˥˧/，白話字 : Lâu-poáⁿ，台羅 :Lâu-puánn）是厦门轨道交通1号线的地铁车站，位于中华人民共和国福建省厦门市思明区湖明路与湖滨南路交叉口地下。车站于2017年12月31日随1号线全线通车启用。

## 站名
莲坂站所在的莲坂片区古称“刘坂”（白話字：Lâu-poáⁿ）。南宋绍兴年间，漳州叶浦社叶氏以叶十三郎为首举家迁入厦门岛刘坂村，在村中设立叶氏家庙。因村边溪流长满莲花，家庙得名“莲溪堂”，此后民众便以莲坂作为该村的雅称。

## 历史

### 建设
2014年1月初，莲坂站开始了一期施工围挡，当月亦完成了临时设施的布置和交通疏解工程的建设，在月底时和莲花路口站一同布下151根维护桩。9月14日，本站施工围挡进入二期阶段。2015年4月4日，厦门市地铁办宣布本站至莲花路口站区间，于4月5日至5月10日勘探爆破施工，期间公交莲坂北站将向北迁移5米；不日本站进入土方开挖阶段。本站至莲花路口站区间的盾构机在2014年12月29日开始运转，是厦门地铁在厦门岛内首台进入运转的盾构机。在2015年10月，为解决该区间一处大孤石，施工队耗费了十多天时间。
2015年底，莲坂站主体结构封顶，并在2016年6月底缩小围挡，减少对周边道路交通的干扰。2017年9月，本站为管线回迁至路中央重新实施围挡，施工时在车站基坑上方位置浇筑钢筋混凝土临时盖板，将对路面交通的影响减少至最小。

### 运营
2017年10月6日至10月11日，厦门轨道交通1号线举行体验式试运行活动，莲坂站在对市民开放的10个站点中，属于允许从出入口进出车站的8个站点之一。12月31日，本站跟随1号线开通投入运营。2018年1月13日，因地铁站内没有e通卡充值、售卡点，莲坂站成为1号线配备e通卡临时流动服务网点的6个站点之一。同年4月，为解决本站启用但配套公共厕所暂缓启用的问题，本站在地面出入口附近设立了可移动公厕。
2019年12月12日晚间21点50分许，吕厝站路面发生大规模坍塌。受此影响，次日1号线临时变更为“两端分段运营+中间公交接驳”的通行方式，本站和莲花路口站、乌石浦站和塘边站暂停服务，至11时06分恢复服务。

## 车站
莲坂站建筑面积13470平方米，车站设计长度207.4m，深16.41~18.42m，在地下设有2层。

### 楼层
| 地面层   | 出入口                               |                                      |                                      |
| 地下一层 | 站厅                                 | 商店、票务服务、客服中心、进出站闸机 | 商店、票务服务、客服中心、进出站闸机 |
| 地下二层 |                                      | 1 往岩内方向 （莲花路口）            |                                      |
| 地下二层 | 岛式站台，列车运行方向左侧的车门开启 |                                      |                                      |
| 地下二层 | 1 往鎮海路方向 （湖滨东路）          |                                      |                                      |

### 出入口
莲坂站目前设有4个出入口。在1号线试运营前，本站4号出入口周边进行了市政提升改造，相关绿化区域种植有黄金榕、凤凰木、三角梅等植物。
| 编号                      | 设施                      | 出口指示               | 建议前往的目的地                           |
| ------------------------- | ------------------------- | ---------------------- | ------------------------------------------ |
| 1                         | 扶手电梯标志              | 富山花园               | 厦门银行、夏商置业                         |
| 2                         | 扶手电梯标志              | 二轻大厦               | 亿宝大厦、厦门市思明区人民法院             |
| 3                         | 升降机标志 · 扶手电梯标志 | 湖明路（北）、外图书城 | 厦门国际文化大厦、宝福大厦、厦门市万禾广场 |
| 4                         | 扶手电梯标志              |                        | 厦门国贸大厦、山海征程、裕发广场           |
| 註： 設有 \| 設有扶手電梯 |                           |                        |                                            |

## 利用状况
1号线开通首日的第一个小时（10时至11时），本站在客流量排名中位列第三。

## 接驳公交
2022年11月，湖滨南路的“莲坂外图书城”公交车站开始建设与本站出入口相连的风雨连廊，方便乘客在公交车与地铁之间进行换乘。当时有10路、27路、30路、45路、123路、856路共6条线路停靠该公交车站。工程于2023年完工。